# Mokobeng
Mokobeng est une ville du Botswana.